# 志木町
志木町（しきまち）は、埼玉県北足立郡に存在した町。
1955年（昭和30年）5月3日、宗岡村との合併による足立町の成立により消滅。
尚、この足立町は1970年の市制施行の際、名称を変更した上で市制を施行して志木市となった。よってこの改称・市制施行にあたり、形式上には「志木町」が再び存在したこととなる。

## 地理
- 埼玉県北足立地域の荒川右岸（旧新座郡域）に位置する。
- 2006年現在における志木市南西半にあたる。

## 歴史
- 1889年（明治22年）4月1日 - 町村制施行に伴い、志木宿が新座郡志木町となる[2]。
- 1891年（明治24年）2月 - 志木町を含む新座郡二町七ヵ村が東京府北豊島郡への合併請願運動を展開。
- 1896年（明治29年）3月29日 - 新座郡の北足立郡への編入に伴い、所属郡が北足立郡となる。同日、志木町郵便受取所開設。
- 1897年（明治30年）12月1日 - 第八十五国立銀行志木支店開設。
- 1914年（大正3年） - 志木町の一部に電灯がつく。（町内全域は昭和初期頃）
- 1923年（大正12年）9月1日 - 関東大震災により民家一棟全壊、一棟半壊。
- 1939年（昭和14年）4月7日 - 志木町立志木商業学校が開校する。
- 1941年（昭和16年）4月 - 東邦産業研究所開設。
- 1944年（昭和19年）2月11日 - 北足立郡内間木村、入間郡宗岡村・水谷村と合併し、北足立郡志紀町となる[3][4]。同日、志木商業学校を志木工業学校に改称する。
- 1945年（昭和20年）4月3日 - 大塚地区（現幸町一丁目）に時限爆弾が投下され、5名が死亡する。
- 1946年（昭和21年）4月 - 町立志木工業学校を再び志木商業学校に改称する。
- 1948年（昭和23年）4月1日 - 志紀町が解体されて元の1町3村[5]に戻り、志木町が再置される[3][4]。同日、町立志木商業学校を町立志木高等学校に改称する。
- 1949年（昭和24年）3月31日 - 町立志木高等学校が廃校となる。
- 1955年（昭和30年）5月3日 - 北足立郡宗岡村と合併し、足立町となる[4]。

## 小字名
詳しくは志木町・志紀町の小字名一覧に表示